# Gibraltars fodboldforbund
Gibraltars fodboldforbund (engelsk: Gibraltar Football Association, GFA) er det øverste ledelsesorgan for fodbold i Gibraltar. Det administrerer Gibraltars første division og Gibraltars fodboldlandshold og har hovedsæde i Gibraltar.
Forbundet blev grundlagt i 1895, men frem til den 24. maj 2013 var det ikke under hverken FIFA eller UEFA. Fra og med denne dato blev de et fuldgyldigt medlem af UEFA.
I Maj 2016 blev Gibraltar sammen Kosovo optaget i FIFA.